# 德那麥
德那麥（賽德克語：Tnamay），是台灣賽德克族傳說中的巨人，因為經常欺凌賽德克族人而被賽德克族人殺害。在賽德克族的鄰族：泰雅族的傳說中，名為哈魯斯（泰雅語：Halus）的巨人，他的身形跟經歷和迭拿麥幾乎完全一樣。

## 外表
德那麥長的很高大、全身都是毛、一腳就可以跨越一座山；他的耳朵也很大，只要動一動就可以拍起強風；他的陽具也很大，豎立起來甚至比合歡山還要高，經常將其圍繞在自己的腰間、頸部。

## 傳說
德那麥原本跟賽德克族一起生活，但因為以下種種行為，讓賽德克族對他愈來愈不滿：
1.河水暴漲時，族人請德那麥用自己的陽具做為橋樑渡河，雖然在女性經過時會很堅挺，但在男性經過時就會軟掉，德那麥還會嘲笑因此掉進水中的男人。
2.部落裡的男人外出狩獵時，他經常會欺負留在家中的婦女。
3.德那麥經常埋伏在追趕獵物的族人前方，等獵物被追趕過來時趁機吃掉。
以上種種行進讓部落裡的人對他越來越不滿，因此想出一個計策：在一次狩獵的時候，他們邀德那麥在獸徑上埋伏，並高喊野獸出現後將一個已經燒紅的白色巨石推下山坡，德那麥以為是獵物就這樣張嘴吞下去，就這樣被燒死了。

## 相關傳說
德那麥的傳說跟其他族的原住民有許多相似的地方，如巨大的陰莖就經常出現在其他族的巨人傳說中，而他愛搶走族人獵物的習慣和最後被族人殺死的方法，也跟太魯閣族傳說中的巨人：馬威非常相似。